# Raja brachyura
Raja brachyura és una espècie de peix de la família dels raids i de l'ordre dels raïformes.
És un peix marí, de clima temperat (60°N-21°N, 18°W-24°E) i demersal que viu entre 10–380 m de fondària. Es troba a l'oceà Atlàntic oriental: des de les illes Shetland fins al Marroc, el Sàhara Occidental i Madeira.
És ovípar, els ous tenen com a banyes a la closca i les femelles ponen entre 40 i 90 ous a l'any. Menja animals bentònics. És inofensiu per als humans.
Els mascles poden assolir 120 cm de longitud total i les femelles 125. Poden assolir un pes màxim de 14,3 kg.